# Władysław Kosiniak-Kamysz
Władysław Marcin Kosiniak-Kamysz, né le 10 août 1981 à Cracovie, est un médecin et homme politique polonais.
Membre du Parti paysan polonais (PSL), qui préside depuis 2015, il est ministre du Travail et de la Politique sociale de 2011 à 2015 et vice-président du Conseil des ministres, ministre de la Défense nationale depuis 2023. Il se présente sans succès à l'élection présidentielle de 2020.

## Biographie
Médecin, fils d'Andrzej Kosiniak-Kamysz (pl), ministre de la Santé et des Affaires sociales de Tadeusz Mazowiecki de 1989 à 1991, spécialiste en médecine interne, il est recruté en 2008 par la clinique des blessures internes et de médecine rurale de l'université Jagellonne de Cracovie, tout en devenant secrétaire du comité exécutif national du PSL. En 2010, il est élu au conseil municipal de Cracovie, où son père avait déjà siégé de 1980 à 1988. Il se spécialise alors dans la politique sociale et la protection des consommateurs, tout en faisant son entrée au conseil d'administration de la faculté de médecine de Cracovie.
Il est nommé le 18 novembre 2011, ministre du Travail et de la Politique sociale dans le nouveau gouvernement de Donald Tusk, dont il est le benjamin et reste au gouvernement d'Ewa Kopacz qui lui succède jusqu'en novembre 2015.
Après les élections parlementaires polonaises de 2015, qui le font entrer à la Diète, il est élu président de son parti en remplacement de Janusz Piechociński, démissionnaire. Il conserve son mandat parlementaire à l'issue des élections législatives de 2019, où il mène la Coalition polonaise, avec Kukiz'15, l'Union des démocrates européens et le Parti démocratique.
Il est candidat à l'élection présidentielle polonaise de 2020, avec le soutien de son parti et de la Coalition polonaise. Après des résultats prometteurs dans les sondages préélectoraux, qui n'excluaient pas sa présence au second tour face au président sortant Andrzej Duda, les intentions de vote en sa faveur chutent à la fin de la campagne et il ne recueille finalement que 459 365 voix, soit 2,36 % des suffrages exprimés. Selon les études d'opinion, ses électeurs potentiels se sont majoritairement prononcés pour Szymon Hołownia et Rafał Trzaskowski.
Avec Szymon Hołownia, il conduit la Troisième voie (dont fait partie la Coalition polonaise) aux élections parlementaires de 2023. Après la victoire de l'opposition Coalition civique-Troisième voie-La Gauche, Donald Tusk redevient président du Conseil et nomme Kosiniak-Kamysz vice-président du Conseil des ministres, ministre de la Défense nationale.